# Satz von Cartan-Dieudonné
Der Satz von Cartan-Dieudonné ist ein nach Élie Cartan und Jean Dieudonné benannter Lehrsatz der Geometrie.
Er macht eine Aussage über die Anzahl der Spiegelungen, aus denen sich Drehungen eines euklidischen Vektorraumes zusammensetzen lassen.

## Aussage
Sei {\displaystyle A\in O(n)} eine orthogonale {\displaystyle n\times n}-Matrix. Dann gibt es {\displaystyle n} Spiegelungsmatrizen {\displaystyle S_{1},\ldots ,S_{n}} mit {\displaystyle A=S_{1}\ldots S_{n}}.
Allgemeiner ist für eine nicht-ausgeartete symmetrische Bilinearform auf einem {\displaystyle n}-dimensionalen Vektorraum über einem Körper der Charakteristik {\displaystyle char(K)\not =2} jedes Element der orthogonalen Gruppe eine Verknüpfung von höchstens {\displaystyle n} Spiegelungen.

## Beispiel: n=2
Eine orthogonale Abbildung der Ebene ist eine Spiegelung oder eine Drehung. Eine Drehung um den Winkel {\displaystyle \phi } lässt sich zerlegen als Hintereinanderausführung zweier Spiegelungen an Geraden, die den Winkel {\displaystyle \phi /2} einschließen.